# Sven Bäckman
Sven Bäckman, född 14 november 1930 i Lima församling, Kopparbergs län, död 26 juli 2009 i Lund, var en svensk språkvetare. Han var från 1986 professor i engelska, särskilt engelskspråkig litteratur, vid språkvetenskapliga sektionen på Lunds universitet.